# 相良長興
相良 長興（さがら ながおき）は、肥後国人吉藩の第5代藩主。

## 生涯
元禄6年（1693年）12月14日、第4代藩主・相良頼福の長男として生まれる。正徳2年（1712年）9月21日、父の隠居により家督を継ぐ。享保3年（1718年）5月、名を頼以から長興と改めた。
享保6年（1721年）7月11日、家督を弟で養子の長在に譲って隠居し、享保19年（1734年）11月6日に死去した。享年42。

## 系譜
父母
- 相良頼福（父）
- 於豊、養心院（母） - 板倉重種の養女、板倉重矩の娘

正室
- 木下俊量の娘

養子
- 相良長在 - 頼福の五男